# Beauty Parlor
Pour plus de détails, voir Fiche technique et Distribution.
Beauty Parlor est un film américain réalisé par Richard Thorpe, sorti en 1932.

## Synopsis
Deux manucures d'un salon de beauté joignent leurs forces avec une troisième femme pour rencontrer des hommes qui se rendent chez le barbier d'à côté. L'une va se marier avec un homme d'affaires. Une autre, Sally, accepte d'épouser un vieil homme riche plutôt que Jeffry Colt, l'homme qu'elle aime, afin de pouvoir aider financièrement la troisième, victime d'un chantage. Finalement, le vieil homme libérera Sally de son engagement pour qu'elle puisse épouser Jeffry. 

## Fiche technique
- Titre original : Beauty Parlor
- Réalisation : Richard Thorpe
- Scénario : Harry Sauber
- Photographie : M.A. Anderson
- Production : George R. Batcheller
- Société de production : Chesterfield Motion Pictures Corporation
- Société de distribution : Chesterfield Motion Pictures Corporation
- Pays d'origine :  États-Unis
- Langue originale : anglais
- Format : noir et blanc — 35 mm — 1,37:1 — son mono (RCA Photophone)
- Genre : Comédie dramatique
- Durée : 64 minutes
- Date de sortie :
  - États-Unis : 15 juin 1932

## Distribution
- Barbara Kent : Sally
- Joyce Compton : Joan
- John Harron : Jeffry Colt
- Dorothy Revier : Stella
- Albert Gran : Burke
- Wheeler Oakman : Fremont
- Mischa Auer : Herman Bauer
- Betty Mack : Lou
- Harry C. Bradley (en) : Mason
- Mary Gordon : la propriétaire
- Lloyd Ingraham : le district attorney
- Lafe McKee : le Révérend Parker